# Rubus longepedicellatus
Rubus longepedicellatus là loài thực vật có hoa trong họ Hoa hồng. Loài này được C.H. Stirt. miêu tả khoa học đầu tiên.